# Mode attractif

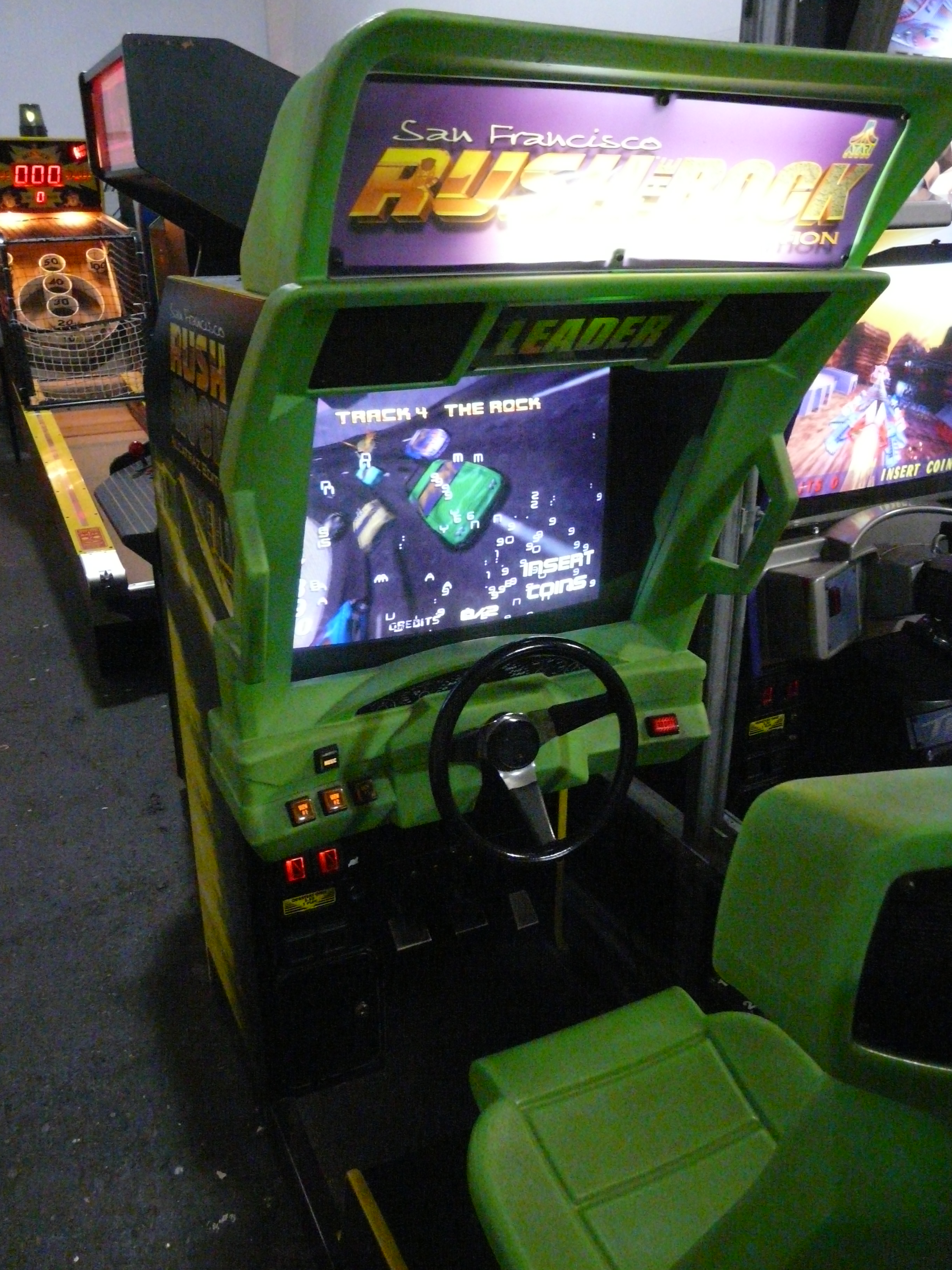
Mode attractif sur le jeu d'arcade San Francisco Rush The Rock: Alcatraz Edition

Le mode attractif (attract mode en anglais) est un mode démo qui est diffusé sur une borne d'arcade quand personne ne joue au jeu. Le but principal du mode attractif est d'attirer les personnes alentour à jouer au jeu, bien qu'il puisse aussi avoir l'effet secondaire d'agir comme économiseur d'écran.

## Description
Le mode attractif est une vidéo diffusée en boucle dans un jeu d'arcade quand personne n'y joue. Il a plusieurs intérêts, le premier est d'attirer les gens qui passent devant ou sont à côtés et les pousser à jouer. Il permet également de jouer le rôle d'économiseur d'écran.
Un mode attractif est souvent bruyant avec des couleurs qui attirent les yeux pour interpeler les gens. Dans les salles d'arcade ou les bars, on peut ainsi entendre les musiques ou les sons des modes attractifs des jeux vidéo, ce qui créé un univers sonore bien marqué.
Un mode attractif affiche généralement l'écran titre du jeu, présente l'histoire du jeu (s'il en a une) ainsi que le message Game Over ou Insert Coin. Il permet également de présenter le système de jeu, des artworks, ainsi que la liste complète du high score, récapitulant les meilleurs joueurs.
Parfois, le gameplay automatisé dans le mode attractif permet des événements qui ne se produisent pas pendant le jeu réel, des fonctions ou capacités qui ne sont pas possibles.
Les modes attractifs sont également courants dans les jeux vidéo sur console.
Dans les jeux vidéo Atari pour consoles des années 1970 et 1980, le terme mode attractif était parfois utilisé pour désigner un économiseur d'écran simple qui affichait cycliquement et lentement les couleurs d'affichage pour éviter des brulures d'écran combustion interne du phosphore quand le jeu n'était pas joué.